# Ledegem
Ledegem és un municipi belga de la província de Flandes Occidental a la regió de Flandes.

## Seccions
| #   | Nom                | Superfície | Població (1/1/2006) |
| --- | ------------------ | ---------- | ------------------- |
| I   | Ledegem            | 11,16      | 4.018               |
| II  | Rollegem-Kapelle   | 4,83       | 1.471               |
| III | Sint-Eloois-Winkel | 8,76       | 3.754               |

## Localització

Mapa de Ledegem

| - a. Lendelede - b. Heule (Kortrijk) - c. Gullegem (Wevelgem) - d. Moorsele - e. Dadizele (Moorslede) |

| - f. Moorslede - g. Rumbeke,(Roeselare) - h. Oekene (Roeselare) - i. Izegem |